# Karla w tarapatach
Karla w tarapatach (duń. Karlas Kabale, 2007) – duński film familijny w reżyserii Charlotte Sachs Bostrup. Film w Polsce emitowany jest za pośrednictwem kanału ZigZap.
Zdjęcia kręcono w Kopenhadze.

## Opis fabuły
Zbliża się Boże Narodzenie. Ani matka, ani ojczym nie poświęcają czasu dla Karli (Elena Arndt-Jensen), ponieważ są za bardzo przejęci pracą i przygotowaniami na święta. Rodzina postanawia spotkać się z biologicznym ojcem Karli jeszcze przed świętami. Niestety, wizyta nie wypala. Karla, błąkając się bezcelowo po mieście, napotyka mężczyznę, który proponuje jej gościnę. Gdy sprzedawczyni widzi, jak razem kradną coś w jej sklepie, dzwoni po policję. Zaczynają się poszukiwania pary...

## Obsada
- Elena Arndt-Jensen jako Karla
- Ellen Hillingso jako Rikke
- Nikolaj Stovring Hansen jako Mads-Morten
- Jonathan Werner Juel jako młodszy brat
- Allan Olsen jako Allan / Far
- Nicolaj Kopernikus jako Leif
- Paw Henriksen jako Ejnar
- Kristian Halken jako Buster
- Ulla Henningsen jako Gudrun
- Lars Knutzon jako Knud
- David Petersen jako Politibetjent
- Laura Rihan jako Molly